# Eufrozyna (Michniewicz)

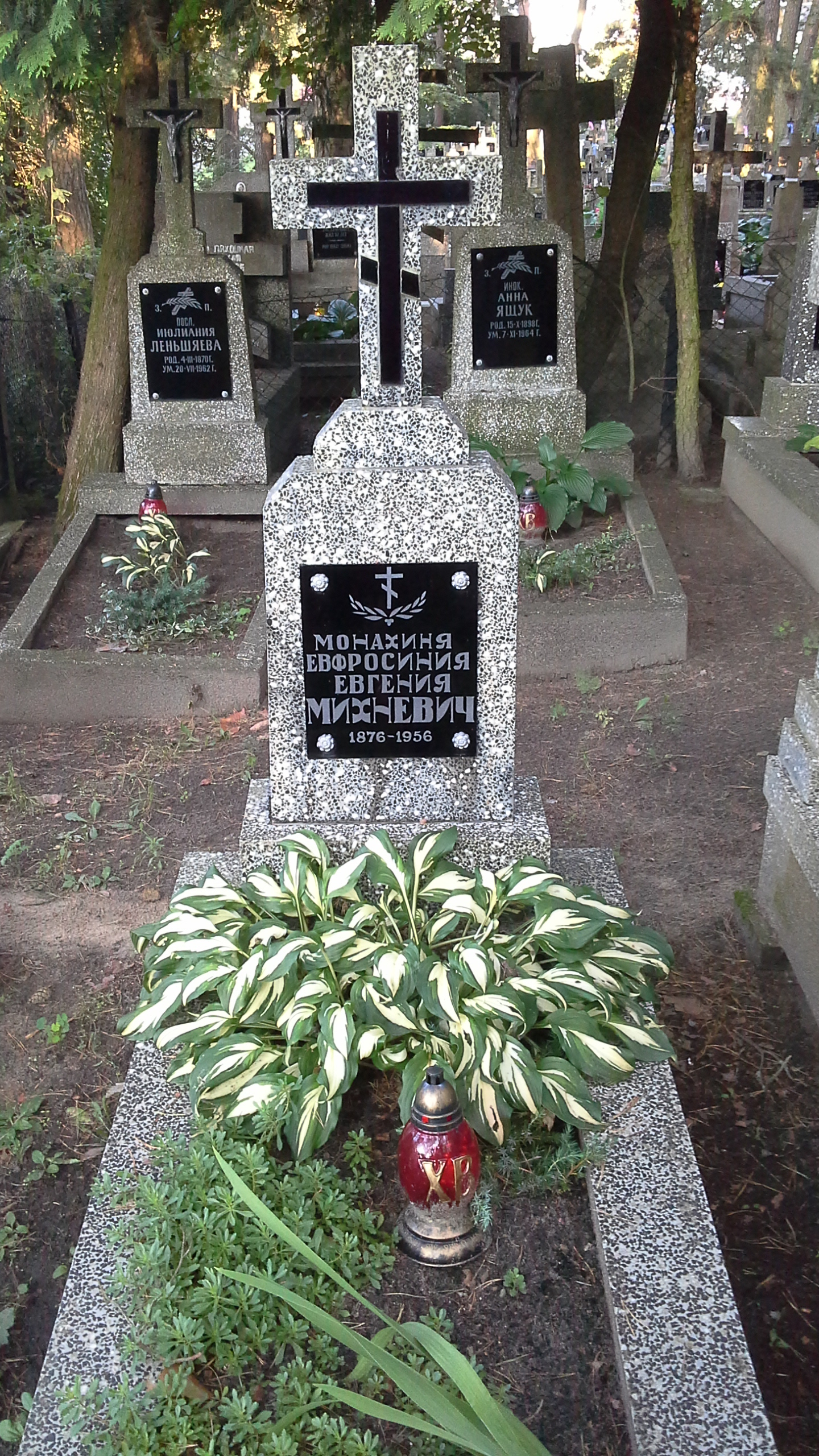
Grób mniszki Eufrozyny na cmentarzu monasterskim na Grabarce

Eufrozyna, imię świeckie Eugenia Michniewicz (ur. 1873 w Petersburgu, zm. 1956 na Górze Grabarce) – polska mniszka prawosławna, przełożona monasteru Świętych Marty i Marii na Grabarce w latach 1949–1954.

## Życiorys
Pochodziła z Petersburga, przed wstąpieniem do monasteru była żoną naczelnika kolei, miała jednego syna. W Warszawie (jako repatriantka) osiedliła się po rewolucji październikowej. W klasztorze na Świętej Górze Grabarce osiadła w pierwszych latach po jego utworzeniu. W 1949, po śmierci schiiuhumenii Marii, została wyznaczona na nową przełożoną. Doprowadziła do końca prace budowlane i remontowe zainicjowane przez poprzedniczkę, ufundowała utensylia cerkiewne ze złotych przedmiotów, które przed wstąpieniem do monasteru były jej własnością. Kierowała także budową nowej klasztornej cerkwi.
Nie będąc w stanie zapewnić mniszkom duchowego kierownictwa i widząc niezadowolenie z powodu sposobu kierowania przez siebie wspólnotą, w 1954 dobrowolnie odeszła z funkcji, co potwierdził dekretem metropolita warszawski i całej Polski Makary w 1954. Pozostała w klasztorze i tam zmarła dwa lata później.